# Pyrenair
Pyrenair era el nombre de una compañía española de servicios turísticos, de capital altoaragonés, surgida a raíz de la inauguración del Aeropuerto de Huesca, donde tenía su sede operativa. 
La misión principal de esta compañía era ofrecer un producto turístico integrado para esquiadores que incorporase vuelos regulares operados por terceros y programas completos con estancias y actividades en las estaciones del Pirineo Aragonés.

## Historia
En su primera temporada invernal, la de 2007-2008, acordó vuelos con Air Nostrum (Iberia regional), a la que aseguraba un mínimo de plazas ocupadas, actuando Pyrenair como touroperador. Air Nostrum operó con su propio AOC de esta forma vuelos desde Huesca hacia Madrid-Barajas, La Coruña, Valencia y Lisboa. 
En su segunda temporada, la de 2008-2009, se suprimen los vuelos desde Valencia y se ofrecen nuevos destinos con el mismo formato del año anterior, Sevilla, Londres-Gatwick y Palma de Mallorca. Como novedad, los vuelos con Londres eran de Monarch Airlines en lugar de Air Nostrum. La temporada se cerró con un total de 194 vuelos, un 29% más que en el año anterior, transportando a 11.100 pasajeros, lo que supone un incremento del 48%.
En su tercera temporada, entre el 27 de diciembre de 2009 y el 4 de abril de 2010, Air Nostrum ofrece vuelos regulares que conectan el aeropuerto Huesca-Pirineos con los de Madrid-Barajas, La Coruña, Palma de Mallorca y Valencia. 
Como principal novedad para la temporada de invierno 2010-2011, la compañía oscense promocionó una doble frecuencia semanal en todas las rutas que ha contratado con Air Nostrum, lo que permite realizar viajes hacia y desde Huesca en fines de semana y de domingo a viernes para todos los destinos. También, este mismo año, la compañía quiere promocionar vuelos en el Aeropuerto de Lérida como base de operaciones y de esta forma atraer turistas a las estaciones de esquí leridanas, Cerler y al Principado de Andorra.
Sin embargo, el 15 de febrero de 2011 Pyrenair anunció la suspensión de actividades como operadora aérea, ante la falta de liquidez, dejando en tierra a bastantes viajeros que ya habían reservado billete.

## Antiguos destinos
- Lérida-Alguaire:
  - Vigo, Madrid-Barajas, Lisboa
- Huesca-Pirineos:
  - Madrid-Barajas

## Flota
La flota de Pyrenair contaba con:
- 1 Boeing 737-400[3]
- 1 Boeing 757-200[4]
- 1 Airbus A320
- 1 Fokker 100[5]